# Borbeni Mačak
Borbeni Mačak (eng. Battle Cat), izmišljeni lik iz franšize Gospodari svemira u liku ogromnog zelenog tigra opremljenog crvenim oklopom i kacigom na glavi koji služi He-Manu u sukobima s neprijateljima. Poput princa Adama i njegov pravi identitet je nešto drugačiji. Prije preobrazbe u moćnog borbenog tigra pomoću Mača Moći, on je Straško, nešto manji i strašljivi Adamov ljubimac koji se nevoljko preobražava u Borbenog Mačka.
Princ Adam je pronašao malenog Straška u prašumi kada je bio dječak te ga je poveo u kraljevsku palaču Eternosa, gdje je postao njegov ljubimac. Čarobnica je prorekla princu Adamu da će u budućnosti imati koristi od svog plašljivog ljubimca. U mnogim multimedijskim verzijama Gospodara svemira, Straško i njegov alter ego Borbeni Mačak imaju moć govora, što ga čini ne samo Adamovim/He-Manovim ljubimcem, već i njegovim pouzdanim suradnikom. Često se sukobljava sa svojim suparnikom, Skeletorovim Panthorom.

## Povijest lika
Princ Adam je kao dječak pronašao ozlijeđeno i ugroženo mladunče zelenog tigra u prašumi te ga je odveo na kraljevski dvor Eternos, gdje ga je izliječio Man-At-Arms, nakon čega ga je Adam zadržao kao kućnog ljubimca. Budući da je tigrić bio strašljiv, Teela i ostala djeca su ga zadirkivala i nadjenula mu ime Straško (Cringer). U jednom trenutku princu Adamu se ukazala Čarobnica i rekla mu da se on možda sada srami svog ljubimca, ali da će mu kasnije biti od velike pomoći.
Kada je Adam odrastao i dobio moći koje mu omogućuju preobrazbu u He-Mana, sakrivao je svoju tajnu od Straška. Međutim, jednom prilikom Straško je svjedočio Adamovoj preobrazbi u He-Mana što ga je šokiralo. No tada je He-Man slučajno usmjerio svoj Mač Moći prema Strašku i on se preobrazio u neustrašivog Borbenog Mačka. Otada su njih dvojica partneri ne samo u igri i zabavi, već i na bojnom polju.

## Originalni mini stripoviGospodari svemira
U mini stripovima u realizaciji Donalda F. Gluta i Gary Cohna Borbeni Mačak je jednostavno bio divlja zvijer koja se odazivala na poziv He-Mana i pomagala mu u borbi protiv Zlih ratnika predvođenih Skeletorom. Isprva nije imao sposobnost komunikacije, ali je kasnije u mini stripu Tri-Klopsov teror prikazan kako komunicira s Herojskim ratnicima.

## Televizijska adaptacija lika

### He-Man i Gospodari svemira (1983. – 1985.)
U Filmationovoj originalnoj animiranoj seriji He-Man i Gospodari svemira (1983. – 1985.), Borbeni Mačak je prikazan kao Adamov ljubimac Straško, koji kao i princ Adam ima sposobnost preobrazbe u moćniju verziju sebe. U nekim slučajevima, princ Adam preobražava samo sebe u He-Mana, dok istovremeno to isto ne čini sa Straškom. Međutim, čini se da se Straško ne može preobraziti u Borbenog Mačka ukoliko se princ Adam ne preobrazi u He-Mana.
Kao Straško, uglavnom služi kao komičan predah u animiranoj seriji, vrlo često povezan s Orkom.

### He-Man i Gospodari svemira (2002. – 2004.)
U trećoj animiranoj adaptaciji Gospodara svemira pod nazivom He-Man i Gospodari svemira (2002. – 2004.), opet se pojavljuje svijet Eternije, kao i sam Straško. U ovoj verziji Straško nema sposobnost ljudskog govora, već se glasa poput velike mačke. Kao i u originalnoj seriji, preobražava se u Borbenog Mačka kada se princ Adam preobražava u He-Mana. Oklop mu je i dalje crvene boje, iako ponešto drugačijeg izgleda, a koža mu je kao i ranije zelene boje sa žutim prugama.

### Gospodari svemira: Otkriće (2021. – ....)
U najnovijoj verziji priče, koja se tumači kao nastavak originalne serije iz 1980-ih, Straško ponovno ima sposobnost komunikacije s ljudima. I dalje je strašljiv te se boji svega. Kad poprimi obličje Borbenog Mačka onda je hrabar, snažan i neustrašiv kao i u prethodnim verzijama. Boravi na kraljevskom dvoru u Eternosu te nerado stupa u akciju prilikom nagovještaja preobrazbe u Borbenog Mačka.

### He-Man i Gospodari svemira (2021. – ....)
U drugoj Netflixovoj adaptaciji animirane serije He-Man i Gospodari svemira (2021.), proizvedene tehnikom računalne animacije, Straško je stariji tigar, član Tigrovog plemena koje obitava u prašumi. U prošlosti ga je ulovio krivolovac R'Qazz i za kaznu mu je odstranio kandže na prstima zbog čega više ne može loviti. U plemenu živi s Adamom koji se ne sjeća svoje prošlosti i Krass'tine. Kada u pleme dođe Teela kako bi Adamu predala Mač Moći, Adam se preobražava u He-Mana, a nešto kasnije Straško postaje Borbeni Mačak, a Krass'tine Ram Ma'am. Bivši Kronisov šegrt Duncan prelazi na stranu Adama i njegovih prijatelja te Strašku izrađuje umjetne kandže na prstima kako bi se mogao braniti od zlonamjernika.